# Польовий провулок (Київ)
Польови́й прову́лок — провулок у Солом'янському районі міста Києва, місцевість Казенні дачі. Пролягає від вулиці Академіка Янгеля до вулиці Сім'ї Бродських.

## Історія
Виник у 50-ті роки XX століття під назвою Новий провулок. Сучасна назва — з 1957 року.
У Києві назву Польовий у різні часи мали провулки Артезіанський, Політехнічний та Політехнічна вулиця.

## Установи та заклади
- буд. № 10 — загальноосвітня спеціалізована школа № 71 з поглибленим вивченням англійської мови, архітектор Йосип Каракіс (під керівництвом архітектора Павла Альошина)[2]